# Morti nel 2020/Senza giorno specificato
| Questa pagina contiene informazioni ricavate automaticamente dalle voci biografiche con l'ausilio del template Bio e di un bot. L'aggiornamento è periodico e automatico e ricostruisce completamente la pagina. Se manca una persona in questa lista, sei pregato di non aggiungerla, ma accertati piuttosto che la sua voce biografica contenga il template Bio e che i dati anagrafici siano correttamente compilati. Se il template Bio manca, inseriscilo tu stesso o, in alternativa, metti l'avviso {{tmp\|Bio}} che ne segnala la mancanza. Se i dati riportati sono sbagliati, correggi direttamente la voce biografica; le modifiche saranno visibili in questa lista entro pochi giorni. Per chiarimenti vedi il progetto biografie. La lista contiene solo le 56 persone che sono citate nell'enciclopedia e per le quali è stato implementato correttamente il template Bio. Pagina aggiornata al 1 gen 2023. |

- Mirko Amon, cestista jugoslavo (n.1930)
- Johnny Austin, cestista statunitense (n.1944)
- Carlo Barbieri, restauratore italiano (n.1940)
- Enrico Bertorelli, attore e doppiatore italiano (n.1943)
- Giorgio Bettini, calciatore e allenatore di calcio italiano (n.1936)
- Dairon Blanco, calciatore cubano (n.1992)
- Lumturi Blloshmi, pittrice albanese (n.1944)
- Maria Grazia Bon, attrice italiana (n.1943)
- Chadwick Boseman, attore, drammaturgo e produttore cinematografico statunitense (n.1976)
- Wanda Canna, partigiana e antifascista italiana (n.1921)
- Tomás Carlovich, calciatore argentino (n.1946)
- Francesco Cesarini, ciclista su strada italiano (n.1962)
- Ivo Cocconi, calciatore italiano (n.1929)
- Antonio Colomban, calciatore e allenatore di calcio italiano (n.1932)
- Sean Connery, attore e produttore cinematografico britannico (n.1930)
- Pierluigi Consonni, calciatore italiano (n.1949)
- Dannes Coronel, calciatore ecuadoriano (n.1973)
- Philippe Daverio, storico dell'arte, critico d'arte e personaggio televisivo francese (n.1949)
- Mariolina De Fano, attrice italiana (n.1940)
- Filippo De Luigi, regista italiano (n.1938)
- Franco Fontanot, calciatore italiano (n.1935)
- Mario Ghella, pistard e ciclista su strada italiano (n.1929)
- Agitu Ideo Gudeta, imprenditrice e ambientalista etiope (n.1978)
- Enrique Irazoqui, attore, scacchista e accademico spagnolo (n.1944)
- Ali Kazaz, cestista turco
- Toshinori Kondō, trombettista giapponese (n.1948)
- Henry Largie, calciatore giamaicano (n.1940)
- Li Wenliang, medico cinese (n.1986)
- Domenico Lo Vasco, politico e avvocato italiano (n.1928)
- Diego Armando Maradona, calciatore, allenatore di calcio e dirigente sportivo argentino (n.1960)
- Marcello Marchi, calciatore italiano (n.1955)
- Bojana Milošević, cestista jugoslava (n.1965)
- İlqar Mirzəyev, militare azero (n.1973)
- Carlos Luis Morales, calciatore ecuadoriano (n.1965)
- Italo Moretti, giornalista e saggista italiano (n.1933)
- Hasan Muratović, politico, diplomatico e accademico bosniaco (n.1940)
- Germano Nicolini, partigiano italiano (n.1919)
- Kwasi Owusu, calciatore ghanese (n.1945)
- Ermes Polli, calciatore italiano (n.1937)
- Giuseppe Radaelli, calciatore italiano (n.1932)
- Jean-Jacques Razafindranazy, medico malgascio (n.1952)
- Thomas Schäfer, politico tedesco (n.1966)
- Seo Gyeong-hwa, cestista e allenatrice di pallacanestro sudcoreana (n.1968)
- Agne Simonsson, calciatore e allenatore di calcio svedese (n.1935)
- Milenko Skoknic, cestista cileno (n.1925)
- Lajos Szűcs, calciatore ungherese (n.1943)
- Kenzō Takada, stilista, designer e costumista giapponese (n.1939)
- Sergio Tenente, calciatore italiano (n.1940)
- Olof Thunberg, attore, doppiatore e regista svedese (n.1925)
- Ettore Trevisan, allenatore di calcio e calciatore italiano (n.1929)
- Franca Valeri, attrice, comica e cabarettista italiana (n.1920)
- Valerij Vojkin, pesista sovietico (n.1945)
- Dawn Wells, attrice statunitense (n.1938)
- Joss Williams, effettista britannico (n.1960)
- Pietro Zegna, scultore italiano (n.1929)
- Joseph Zhu Baoyu, vescovo cattolico cinese (n.1921)